# معركة جسر ستامفورد

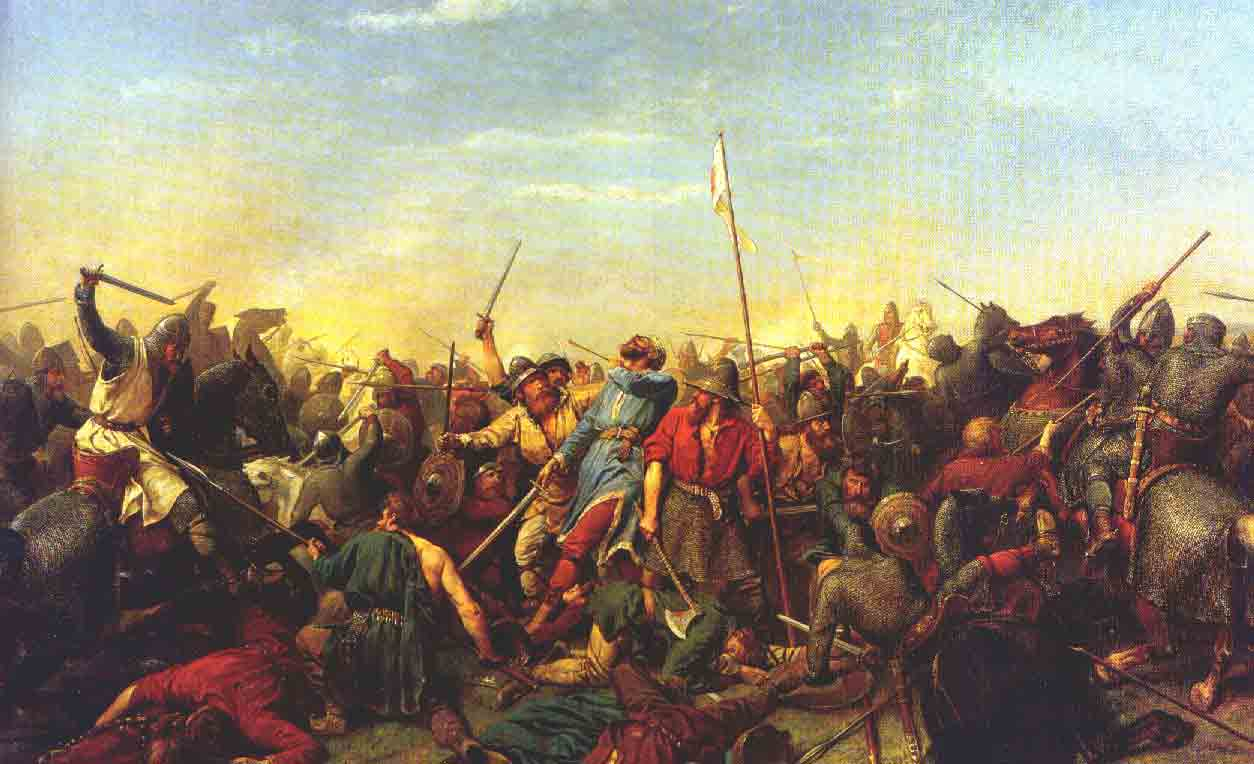
لوحة تصور المعركة بريشة الرسام النرويجي بيتر نيكولاي أربو

معركة جسر ستامفورد هي معركة قامت بين إنكلترا والنرويج في 25 سبتمبر 1066 في إطار غزوات الفايكينغ.
بعد وفاة إدوار عام 1066 م طمع ثلاثة بعرشه وهم : ويليام دوق نورماندي وهارالد هاردرادا ملك النرويج وهاريلد غودوينسن إيرل ويسكس. وانتخب مجلس شورى الملك «هارالد» كوريث لعرش إدوار، فأدرك أن الآخرين يهيئان الجيوش للحصول على ماورثه. نزل هارالد هاردرادا إلى الشاطئ وانضم إليه جيش توستيغ شقيق الملك الإنكليزي، والتقى الجيشان على جسر ستامفورد ودارت معركة شرسة، ومع حلول المساء كان كل من هارالد وتوستيغ قد قتلا وهزمت جيوشهما كلياً.

## البداية
كان هارولد قبل أن يصبح ملكا قد وقف ضد أخيه توستيغ حين تمرد عليه أهل مرسيا بسبب الضرائب العالية المفروضة عليهم وزاد هذا من شعبيته وساهم في بلوغه الحكم لكنه أثر عليه لأنه أشعل النار بينه وبين أخيه.
ذهب توستيغ إلى ملك النرويج هارالد هاردرادا وحرضه على غزو إنكلترا واقتسام عرشها معه. فتحركوا نحو الساحل الإنكليزي وعندما وصلوا وتوغلوا في الداخل تصدت لهم قوة من إيرلي مرسيا ونورثمبريا في مَعْرَكة فَولفَورد ولكنهم استطاعو التغلب عليها.

## المعركة
بعد النصر استراح الجيش النرويجي في معسكره 4 أيام قرب نهر ستامفورد عندها باغت هارولد النرويجيين دون أسلحتهم ودروعهم، ويقال أن هناك نرويجيا ظلَّ يلوح بفأسه مما أعطى زملائه بعض الوقت ليجهزوا أنفسهم ولكنه قُتل برمح.
وصلت التعزيزات النرويجية التي أطالت أمد المعركة لكنها أسفرت في النهاية عن انتصار هارولد الإنكليزي وموت هارولد النرويجي وأخذ هارولد عهدا من النرويجيين بعدم العودة والهجوم على إنكلترا.

## ما بعد المعركة
أنهت تلك المعركة عهد قرنين ونصف من غزوات الفايكنغ، وقد أضافت نصرا جديدا للملك هارولد على أن هذا النصر لم يفده كثيرا ذلك أنه اضطر للتحرك 400 كم جنوبا ليواجه وليام الفاتح دوق نورماندي حيث قتل في معركة هاستينغز.
اليوم هناك نصب تذكاري موجود في ميدان المعركة، وهناك ملعب في لندن يحمل اسم المعركة؛ وهو ملعب فريق تشلسي الإنجليزي.